# 龍造寺鑑兼
龍造寺 鑑兼（りゅうぞうじ あきかね）は、戦国時代から江戸時代初期にかけての武士。龍造寺氏の家臣。

## 略歴
天文11年（1542年）、龍造寺家門の子として誕生。大友義鑑から偏諱を受け、祖父・龍造寺家兼の1字と併せ、鑑兼を名乗る。
天文20年（1551年）9月、土橋栄益・高木鑑房・馬場鑑周・八戸宗暘・神代勝利・小田政光ら龍造寺隆信（家兼の曾孫で鑑兼の従甥にあたる）の家督相続に反対する勢力に擁立され、隆信と家督を争い、一時は隆信を居城から追放するまでに至る。しかし、天文22年（1553年）7月に蒲池氏の支援を受けた隆信が居城を奪回、反対勢力を駆逐するに及び、鑑兼は追放された。
ただしこの時は幼年の傀儡当主に過ぎなかったため後に罪を許され、以後は隆信に仕えた。
慶長12年（1607年）、死去。後裔は諌早龍造寺氏として栄えた。